# هيب هوب كوميدي
الهيب هوب الكوميدي أو راب الكوميديا هو نوع فرعي من موسيقى الهيب هوب يتضمن عادة كلمات ساخرة. توجد عدة أمثلة من الهيب هوب الكوميدي تمثل محاكاة ساخرة، لكن فنانين آخرين يدخلون الفكاهة في أساليب الهيب هوب الجدية خاصتهم، مثل إيمينيم ولوداكريس وأفرومان.

## وصلات خارجية
- Hip Hop : Comedy Rap